# داريوس بودولسكي
داريوس بودولسكي (بالبولندية: Dariusz Podolski)‏ هو لاعب كرة قدم بولندي، ولد في 17 يونيو 1966 في وودج في بولندا. لعب مع ويدزي لودز.

## وصلات خارجية
- داريوس بودولسكي على موقع قاعدة بيانات كرة القدم.إي يو (الإنجليزية)